# Северо-Западный территориальный императив

Предполагаемая территория

Предполагаемый флаг

Северо-Западный территориальный императив (англ. Northwest Territorial Imperative; часто просто Северо-Западный императив или Северо-Западный фронт, Northwest Front) — проект в рамках белого сепаратизма, популяризируемый с 1970—1980-х годов белыми националистами, сторонниками превосходства «белой расы», белыми сепаратистами и неонацистскими группами в Соединённых Штатах. Согласно проекту, членам этих групп предлагается переселиться в регион на северо-западе США — в штаты Вашингтон, Орегон, Айдахо и регион Западная Монтана — с намерением в конечном итоге превратить этот регион в «арийское» этногосударство. В зависимости от конкретного автора, территория также может включать штаты Монтана и Вайоминг целиком, а также Северную Калифорнию.
Было приведено несколько причин, по которым активисты решили превратить этот регион в будущую родину «белых»: он дальше других удален от мест концентрации «чёрных», евреев и других меньшинств, чем другие районы Соединенных Штатов; регион географически удалён, что затруднит федеральному правительству изгнание активистов; его «широкие просторы» привлекают тех, кто верит в право охотиться и ловить рыбу без каких-либо правительственных постановлений; регион также дал бы им доступ к морским портам и Канаде.
Формирование такой «белой родины» также предполагает изгнание с данной территории всех «небелых», для чего используется эвфемизм «репатриация». Проект именуется «Северо-Западный императив», «Белый американский бастион», «Белая арийская республика», «Белый арийский бастион», «Белая христианская республика» или «10%-е решение» (территория составляет 10 % континентальных штатов). Первоначально главными пропагандистами идеи были лидеры сторонников превосходства «белой расы» Роберт Э. Майлз, Роберт Джей Мэтьюз и Ричард Батлер.
Территория, предложенная для создания Северо-Западного территориального императива, пересекается с территорией, на которую претендует движения за независимость Каскадии, и оба движения имеют сходные флаги, но эти движения не связаны друг с другом.

## История
В качестве раннего примера такого расистского проекта в регионе приводятся Законы Орегона об исключении чернокожих 1844 года, попытка изгнать всех афроамериканцев из штата. Журналист, выступающий за превосходство «белой расы», Дерек Стензел, редактор «Северо-Западной инициативы» в Портленде, подчеркнул, что в конституции штата Орегон 1859 года прямо говорилось, что «ни один свободный негр, мулат или китаец» не может проживать, голосовать, заключать контракты или заниматься бизнесом в штате. По его мнению, проект Северо-Западного императива соответствовал бы «высоким расистским идеалам» первых поселенцев.
Основными сторонниками сепаратистской белой родины в Америке были Ричард Батлер (1918—2004), лидер организации «Арийские нации» из Айдахо, и Роберт Э. Майлз (1925—1992), теолог из Мичигана, сторонник превосходства «белой расы». В начале 1980-х годов последний представил идею территориального разделения на Северо-Западе США на своём семинаре «Рождение нации», где он призвал «белых» покинуть американские мультикультурные регионы и «уйти с миром» в этот регион, где они останутся большинством. В июле 1986 года Конгресс «Арийских наций» был организован вокруг темы «Северо-Западный территориальный императив», в нём приняли участие более 200 лидеров Ку-клукс-клана и неонацистских движений, а также 4000-5000 расистских активистов. Во время Конгресса Майлз заявил, что проект может быть реализован «белыми националистами, переезжающими в этот район, покупающими землю вместе или рядом друг с другом и имеющими семьи, состоящие из пяти или десяти детей […] Мы победим на Северо-Западе, опередив наших противников и удерживая наших детей от безумных и разрушительных ценностей истеблишмента». Его решение выделить северо-западные штаты (10 % смежной территории США) для «белой» нации было одобрено рыцарями Ку-клукс-клана из Таскумбии, и ключевые активисты переехали в этот район. Однако, в отличие от агрессивных действий других сепаратистов, например, на Глубоком Юге, императив требовал большой миграции сторонников превосходства «белой расы» со всей страны, и в целом отвергался южными экстремистами. Проект пропагандировался Церковью «Арийских наций» под названием «Белый арийский бастион».
Второстепенным сторонником был Роберт Джей Мэтьюз, проживавший в Металин-Фолс, штат Вашингтон, и выступал за дальнейшую колонизацию этого региона. Опасаясь «исчезновения белой расы», он поддержал создание «Белого американского бастиона» на северо-западе США. В 1983 году он выступил с речью перед «Национальным альянсом», организацией сторонников превосходства «белой расы», которую возглавлял Уильям Пирс, призвав «фермеров-йоменов и независимых дальнобойщиков» сплотиться вокруг его проекта.

## Поддержка
Идея была одобрена различными организациями, включая Белое арийское сопротивление, «Wotansvolk», Белый орден Туле, «Арийские нации» и Северо-Западный императив.
Базировавшаяся в Орегоне и несуществующая ныне организация НС-скинхедов Volksfront выступала за Императив, а неонацистский активист Volksfront основал Северо-Западный фронт, чтобы продвигать белую миграцию в регион.
Идея Северо-Западного территориального императива побудила расистского активиста Рэнди Уивера и его семью переехать в Айдахо в начале 1980-х годов; позже они были вовлечены в инцидент на Руби-Ридж.
Неонацист Дэвид Лейн, автор Четырнадцати слов, одобрил проект Северо-Западного территориального императива, пропагандирующий внутренний терроризм с целью выделения «белого жизненного пространства» в горных штатах.
Хотя последователи Wotansvolk, созданного Лейном, поддержали проект по созданию Северо-Западного территориального императива, они в целом отвергли конституцию белого этногосударства, предложенную неонацистской организацией «Арийские нации» в апреле 1996 года, на том основании, что она ограничивала свободы, особенно свободу вероисповедания.